# Гайки (заказник)
Гайки — орнітологічний заказник місцевого значення в Україні. Об'єкт природно-заповідного фонду Сумської області. 
Розташований у межах Конотопського району Сумської області, біля села Малий Самбір, у верхів'ї річки Малий Ромен. 
Оголошений рішенням Сумської обласної ради від 27.07.2007.
Охороняється лучно-болотний масив з єдиною в області гніздовою колонією крячка білощокого. У заказнику трапляються регіонально рідкісні види: чепура велика, погонич малий, бугай,
бугайчик, пастушок, ремез, баранець великий, а також журавель сірий та орел-карлик, занесені до Червоної книги України.